# Cappella dei Santi Fabiano e Sebastiano (Asciano)
La cappella dei Santi Fabiano e Sebastiano è un edificio sacro che si trova in località Camparboli ad Asciano.

## Storia e descrizione
Viene menzionata per la prima volta tra le 27 chiese plebane della pieve di Sant'Agata con il nome di san Nicola in una Bolla del 1178 di papa Alessandro III.
È il più imponente tabernacolo viario di tutto il territorio di Asciano e mostra ancora visibili nella facciata le tracce di un arco tamponato, segno dell'originaria funzione di pubblico oratorio, sottolineata anche dalla presenza, sotto l'Assunzione della Vergine eseguita ad affresco da Girolamo di Benvenuto, proprio di San Fabiano e san Sebastiano, protettori contro la peste e le epidemie, e dei tre santi, San Girolamo, San Rocco e Santa Lucia, dipinti, entro finte edicole, forse dal giovane Girolamo del Pacchia, sul muro a destra dell'altar maggiore.
Lo splendido affresco che si trova nella parete di fronte all'ingresso è attribuito al pittore di scuola senese Benvenuto di Giovanni di Meo del Guasta e fu commissionato il 1º aprile 1497 per sua devozione da Leonardo di Pasquale da Pisa abitante in Asciano, come si può ancora oggi leggere sul lato destro della parete.

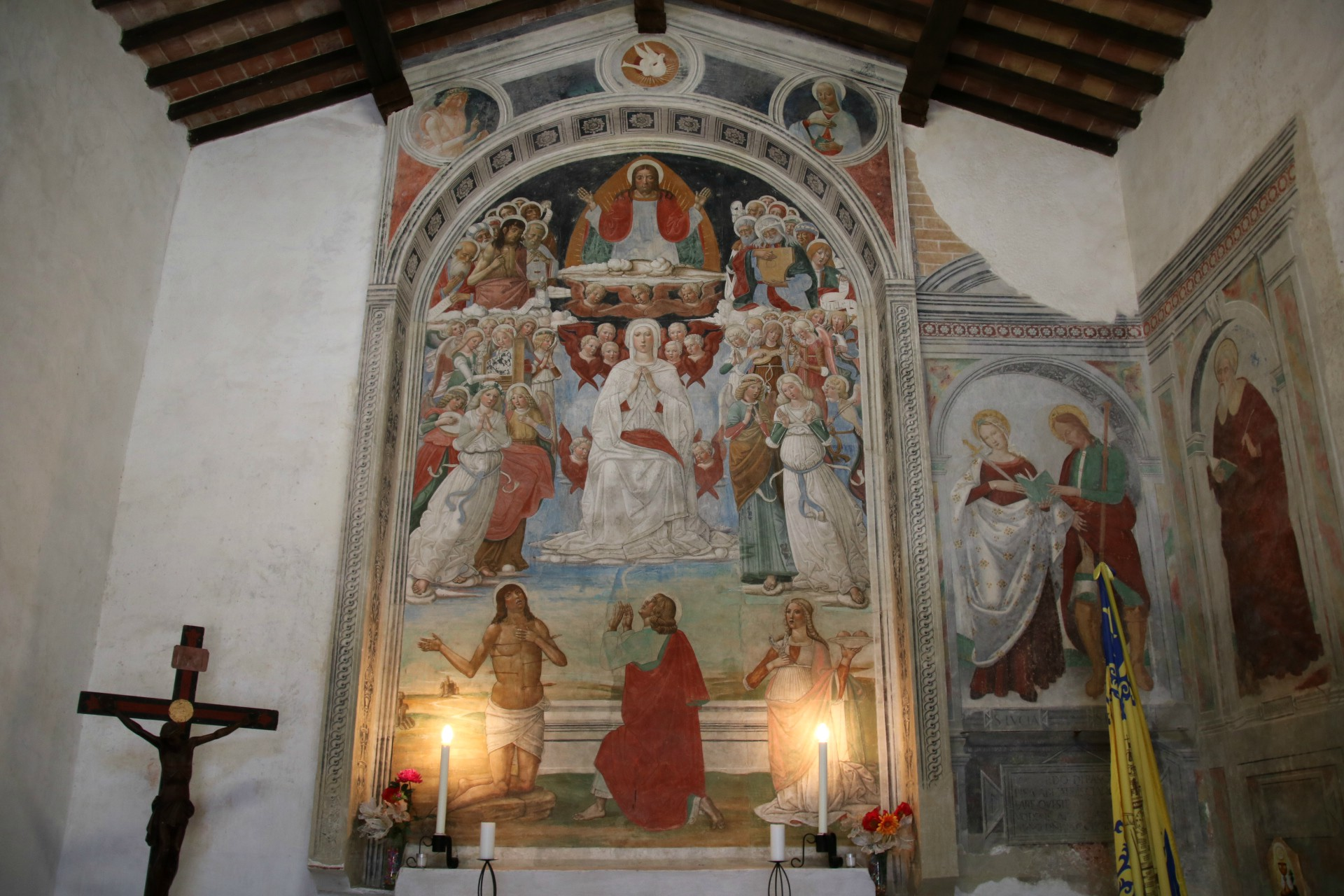
Interno della cappella